# 李旦初
李旦初（1935年2月7日—2020年5月2日），男，湖南安化人。中国现代文学研究家、诗人，曾任山西省吕梁师范专科学校校长、山西大学副校长、山西文化艺术专修学院院长等职。出版有《文学流派散论》《中国新诗流派》《嘤鸣斋诗稿》等专著。

## 生平
1935年2月生于湖南省安化县长塘镇。1961年毕业于武汉大学中文系。先后在晋中师范专科学校、山西教师进修学院执教。1977年调任《吕梁日报》社编辑。1979年调至吕梁师范专科学校工作。1984年任该校校长。1987年10月至1988年12月，出任山西大学副校长，主持工作。1988年由国家教委聘为《中国当代文学》主编。长期从事中国现代文学研究、中国古代文学研究和旧体诗词创作。1990年加入中国作家协会。1995年退休，任山西文化艺术专修学院院长。
2020年5月2日凌晨在北京市逝世，终年85岁。

## 作品
1972年与人合作并主笔创作的《三上桃峰》，被列为晋剧现代戏代表作之一。主编全国师专教材《中国现代文学》《中国当代文学》等。著有《山西当代诗词选》《中国新诗流派》《李旦初短诗选》《李旦初文集》等。